# Канцеляризмы
Канцеляри́зм — слово или оборот речи, характерные для стиля деловых бумаг и документов. Акты, заявления, справки, доверенности и т. п. пишутся с употреблением официальных формул и штампов деловой речи, которые иногда переходят в разговорный и литературный языки.
Например: «лесной массив» вместо «лес», «производить поливку» вместо «поливать», «находился в состоянии алкогольного опьянения» вместо «был пьян» и др. Канцеляризмы могут отличаться от соответствующих элементов разговорного и литературного языка грамматически («имеет место быть» вместо «есть»), но особенно характерны различия в области лексики и синтаксиса. Например, в дореволюционном деловом стиле — слово «сей» (вместо «этот»), «каковой» (вместо «который»). Все, что делают канцеляризмы — выражают простую мысль множеством слов. Обнаружить их несложно: «было принято решение», «в целях обеспечения», «производство работ», «во избежание». 
Зачастую использование канцеляризмов преследует единственную цель — лишить высказывание эмоционально-оценочного компонента.